# Сампи
Сампи (главна буква Ϡ, малка буква ϡ) е името на допълнителна архаична буква от гръцката азбука. Тя е била последната буква от азбуката и е имала числова стойност 900 в гръцката бройна система.
Произходът на Сампи е неясен. Смята се, че тази буква е добавена в гръцката азбука, за да служи като символ за числото 900. Фактът, че се намира в края на азбуката засилва теорията, че буквата е била заемка или е пригодена. Предполага се, че името „сампи“ произлиза от [hō]s àn pî: „подобна на пи“, позовавайки се на графичното сходство с π.
В древността съществуват два различни облика на буквата – Т-образна (U+0372/U+0373, Ͳ/ͳ) и П-образна с предимно числова стойност (U+0372/U+0373, Ͳ/ͳ).
- Различни облици на древната епиграфска сампи.
- Сампи в съвременните шрифтове.